# Bedwellty
Bedwellty (kymriska: Bedwellte) är en by i communities Bargoed och Argoed, i kommunen Caerphilly, i Wales. Byn är belägen 13 km från Caerphilly. Bedwellty var en civil parish fram till 1974. Denna civil parish hade 27 307 invånare år 1961. Bedwellty var ett distrikt från 1894 till 1974 då den blev en del av Islwyn och Rhymney Valley. Bedwellty var en community från 1974 till 1982.